# Perissus pacholatkoi
Perissus pacholatkoi är en skalbaggsart som beskrevs av Holzschuh 1992. Perissus pacholatkoi ingår i släktet Perissus och familjen långhorningar. Inga underarter finns listade i Catalogue of Life.